# Benito Menni
Benito Menni  ou Bento Menni foi um santo sacerdote hospitálario italiano, fundador da Congregação das Irmãs Hospitaleiras do Sagrado Coração de Jesus.

## Biografia
Nasceu com o nome de Angelo Hercules Menni, dos pais Luísa Figini e Luís Menni, sendo o quinto de quinze irmãos.
Além do húmus familiar, que marca a vida de qualquer pessoa, quatro episódios influenciaram a sua decisão de se fazer Irmão de S. João de Deus: uns exercícios espirituais aos 17 anos; os conselhos de um eremita de Milão; a oração diária frente a um quadro de Maria, Mãe de Jesus e o exemplo dos Irmãos de São João de Deus tratando os soldados que chegavam à estação de Milão, feridos na batalha de Magenta, serviço que ele próprio praticou.
Em 1860 entrou na Ordem Hospitaleira de São João de Deus trocando o nome de Angel Hércules, recebido no baptismo, pelo de Benito.
Fez os estudos filosóficos e teológicos, primeiro no Seminário de Lodi e depois no Colégio Romano (actual Pontifícia Universidade Gregoriana de Roma). Foi ordenado sacerdote em 1866.
O Papa Pio IX confiou-lhe a difícil missão de restaurar a Ordem Hospitaleira em Espanha, onde tinha sido abolida, acção que começou em 1867. 
Depois de dar nova vida à ordem em Espanha, continuou com a sua restauração em Portugal, no fim do século XIX e, no México, já no princípio do século XX.
Em 31 de maio de 1881 fundou a Congregação das Irmãs Hospitaleiras do Sagrado Coração de Jesus, em 31 de Maio de 1881, junto com Maria Josefa Recio e Angustias Gimenez.
Foi um homem de caridade inesgotável e de excepcionais qualidades de governo. Na altura da sua morte, em Dinan (França) no ano 1914, tinha criado 22 grandes centros entre asilos, hospitais gerais e hospitais psiquiátricos. As suas relíquias são veneradas na Casa-mãe de Ciempozuelos.
A Igreja Católica reconhece a sua santidade, vivida em grau extraordinário.
O Papa João Paulo II beatifícou-o em 1985 e canonizou-o em 1999.